# Logitech
Logitech International S.A. (thường được gọi là Logitech hay gọi cách điệu là Logi, ở Nhật Bản là Logicool) là doanh nghiệp toàn cầu có trụ sở đặt tại Lausanne, Thụy Sĩ. Logitech chuyên sản xuất và cung ứng các thiết bị phụ kiện của máy tính cá nhân hay máy tính bảng như bàn phím, chuột máy tính, microphone, thiết bị chơi game, webcam. Ngoài ra, doanh nghiệp này cũng sản xuất các thiết bị âm thanh dùng kèm máy tính như loa, tai nghe, thậm chí cả máy MP3 và điện thoại.
Ngoài trụ sở chính ở Thụy Sĩ, danh nghiệp này còn có văn phòng ở khắp châu Âu, châu Á và phần còn lại của châu Mỹ. Dịch vụ bán hàng và tiếp thị của Logitech được tổ chức ở nhiều nơi như: Mỹ; Châu Âu; và Trung Đông, châu Phi và Châu Á-Thái Bình Dương.